# Roland Lommé
Roland Lommé (4 augustus 1936 – 19 januari 2006) was een Vlaamse tv-presentator. Jarenlang verzorgde hij allerlei tv-programma's over films, eerst bij de publieke omroep met Première Magazine, vanaf 1989 bij de commerciële VTM met Star. Tot aan zijn vertrek bij VTM in 1999 was hij er ook verantwoordelijk voor de filmaankoop.
Lommé was een van de weinige Vlamingen die toegang had tot de internationale filmwereld. Op het filmfestival van Cannes was hij dan ook geregeld te zien. Daar was hij monsieur Lommé.
Roland Lommé overleed op 69-jarige leeftijd aan een bloedziekte.